# Trame (imprimerie)
Pour les articles homonymes, voir Trame.

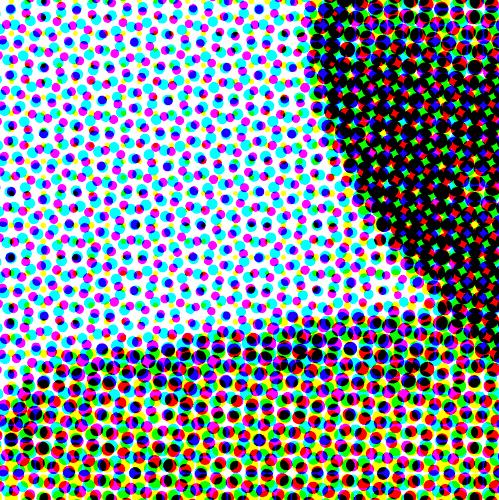

En imprimerie, la trame correspond à un maillage de points permettant de reproduire les similis. Les différents niveaux de gradation sont représentés par une variation de surface des points de trame. La valeur s'énonce en pourcentage de couverture de 1 % à 100 %. L'image tramée présente alors toutes les nuances de couleur allant du blanc du papier à la couleur pure et saturée de l'encre utilisée (aplat).
Il existe deux types de trame : la trame dite classique dont la finesse appelée linéature se mesure en lignes par pouce, et la trame dite stochastique ou aléatoire.
En couleurs, on utilise une trame de points pour chaque couleur primaire, cyan, magenta et jaune, plus le noir, effectuant une synthèse soustractive des couleurs limitées au gamut permis par les trois couleurs primaires.

## La trame classique
La trame classique, de type photomécanique, est déterminée par un nombre de points fixe, régulièrement espacés dans les deux directions perpendiculaires, alignés avec un certain angle sur l'horizontale. La taille des points détermine le niveau de gris. Il en existe différents types : rond, carré, elliptique auxquels s'ajoutent d'autres types dérivant de ceux-ci (euclidien, par exemple). La forme des points influe sur le rendu. Un point carré donne une impression de netteté, mais en contrepartie accentue les effets d'escalier sur les lignes orientées parallèlement à la trame. Le point rond donne de meilleurs résultats dans les tons intermédiaires que dans les zones denses. Le point elliptique est le plus employé.
La trame classique constitue un échantillonnage, dont la linéature est la fréquence d'échantillonnage.  Plus la linéature est fine, plus la résolution de l'image est bonne. Si les motifs des détails de l'image se répètent avec un intervalle proches de celui des points de trame, un phénomène de moiré apparaît. 

### Orientation

Angles de trame

On évite d'orienter la trame parallèlement à l'horizontale. Les lignes droites horizontales et verticales sont fréquentes dans les documents. Avec une trame horizontale, les bords des éléments architecture et de mobilier risqueraient de créer un effet d'escalier avec les points de trame (crénelage).
La superposition de plusieurs linéatures d'orientation similaire provoque un effet visuel gênant que l'on appelle « moirage » ou effet de moiré. Pour l'impression en couleurs, les quatre trames des quatre couleurs s'orientent à des angles différents, décalés en principe de 30°. Comme on ne dispose en tout que de 90°, on laisse souvent le jaune, moins contrasté sur le fond blanc, à 0°. Cette superposition crée un motif répétitif difficilement évitable qu'on appelle rosace ou œil de perdrix. Différents systèmes informatiques de manipulation fine de la position des points tentent de limiter l'impact visuel dérangeant de la rosace avec un certain succès. D'autres solutions avaient été recherchées comme l'utilisation d'une trame « à grain de résine » mais sans grand succès, ou encore la combinaison d'une trame photomécanique et une trame stochastique selon les valeurs de gris.

### Fabrication
La trame obtenue sur le film était jadis générée par insolation des négatifs en demi-teinte (en anglais : halftone) au travers de deux plaques de verre gravées de lignes espacées régulièrement et placées l'une sur l'autre perpendiculairement (trame cristal).
Plus tard, elle a été remplacée par une trame sur film (inventée par la société Eastman Kodak) dont chaque point était dégradé et de couleur magenta d'où le nom donné à cette technique de « trame Magenta ».
De nos jours, l'image tramée est obtenue par flashage avec un CtF (Computer to film) à partir d'un fichier informatique directement sur le film ou de plus en plus en impression offset directement sur la plaque avec un CtP (Computer to plate).

### Imprimante d'ordinateur
Les imprimantes d'ordinateur se basent sur une trame classique très fine mais dont les points ont une taille fixe. Un point de trame d'impression peut avoir autant de valeurs différentes qu'il peut contenir de points de l'imprimante. Le rapport entre les deux détermine donc le nombre de niveaux de gris.
- La résolution d'une imprimante est 600 dpi ;
- L'image est reproduite avec une linéature de 120 lpi ;

Un point de trame est inclus dans une surface de (600 ÷ 120)² = 25 points d'imprimante. Il y a théoriquement autant de niveaux de gris possibles.

## La trame stochastique
La trame stochastique est l'application moderne des premiers procédés d'impression en couleurs. Au XVIIIe siècle Jacob Christoph Le Blon imprime avec quatre plaques de cuivre en manière noire ; au XIXe siècle la chromolithographie de Godefroy Engelmann fils utilise des pierres lithographiques, soit au trait, soit en demi-teintes. Les deux procédés dépendent de l'habileté des artistes qui dessinent les matrices sur un cuivre ou une pierre que l'on a préalablement dépolis avec du sable ou avec un outil dentelé afin de leur donner un grain. Sur ces supports grainés comme un papier à dessin, la pression ou l'insistance du brunissoir, dans la manière noire, ou du crayon lithographique, détermine la densité des points de couleur. Ces procédés ont cédé le pas devant le procédé photomécanique ; l'informatique permet leur application moderne.
La trame stochastique ou aléatoire moderne est déterminée par une taille de point fixe de dix à trente-cinq micromètres selon sa finesse, disposés au hasard, mais dont on fait varier la fréquence statistique pour accéder aux différents niveaux de gris. Cette trame est principalement utilisée par les imprimantes à jet d'encre et laser. Elle évite le phénomène de moiré.
En éliminant la contrainte de l'orientation des trames, elle permet d'utiliser plus de couleurs primaires, afin d'améliorer le gamut. On peut alors utiliser les trois couleurs primaires cyan, magenta, jaune auxquelles on ajoute l'orange, le vert et le noir (on peut aussi monter jusqu'à douze encres). Elle pose cependant des problèmes en offset, à cause de l'élargissement du point de trame qui modifie le pourcentage de couverture de l'encre. En imprimerie, on l'utilise pour la réalisation d'ouvrages artistiques (photographie, peinture) afin de s'approcher d'un rendu photographique.

### Combinaison de types
La fabrication des trames par ordinateur permet de combiner les trames classiques et les trames stochastiques, afin de profiter des avantages des unes et des autres.